# Danny Steinmann
Michael Buchman Silver (7 de enero de 1942 - 18 de diciembre de 2012), más conocido como Danny Steinmann, fue un director de cine estadounidense, reconocido principalmente por su asociación con el género del terror. 

## Carrera
Tras participar en algunos proyectos menores, en 1980 dirigió la cinta de terror The Unseen. Cuatro años después dirigió la película de acción Savage Streets, protagonizada por Linda Blair y John Vernon. Su última película fue Friday the 13th Part V: A New Beginning, la quinta entrega de la franquicia de Viernes 13, estrenada en 1985.
Steinmann falleció el 18 de diciembre de 2012, a los 70 años de edad.

## Filmografía destacada

### Cine
- 1973 - High Rise
- 1980 - The Unseen
- 1984 - Savage Streets
- 1985 - Friday the 13th Part V: A New Beginning